# كفاءة ميكانيكية
الكفاءة الميكانيكية يستخدم مصطلح الكفاءة الميكانيكية للتعبير عن مقدار الشغل المستفاد به من المحرك ومقدار المفقود في الاحتكاك.
نستطيع حساب الكفاءة الميكانيكية من خلال المعادلة التالية :

حيث أن :
wb: شغل الفرملة (الشغل الناتج من المحرك بعد طرح المفاقيد الاحتكاكية _الشغل المستفاد به_ )
wi:الشغل الكلي ( الشغل الكلي الناتج من إسطوانات الاحتراق ويشمل شغل الفرملة والشغل المفقود في الاحتكاك).
من المستحيل أن تتعدى قيمة الكفاءة الميكانيكية الواحد أي 100 ٪ فإذا تعدت الواحد هذا يعني أننا نحصل على طاقة من عدم وهذا مخالف لكل القوانين الفيزيائية، كما أنه أيضاً من المستحيل الوصول إلى قيمة كفاءة ميكانيكية تساوي الواحد فلابد أن يكون هناك خسارة بالطاقة إما على شكل احتكاك أو على شكل حرارة.

## تأثير سرعة دوران المحرك علي الكفاءة الميكانيكية
بزيادة سرعة دوران المحرك تزداد القدرة المفقودة في الاحتكاك الميكانيكي وبالتالي تقل الكفاءة الميكانيكية.
عند السرعات المنخفضة : تصل الكفاءة الميكانيكية من 85%:90% .

عند السرعات العالية : تزداد المفاقيد الميكانيكية فتقل الكفاءة الميكانيكية وتصل إلي 50%:60%

إذا الكفاءة الميكانيكية تتناسب عكسيا مع سرعة دوران المحرك .

## اقرأ أيضا
- محرك احتراق داخلي
- محرك احتراق خارجي
- محرك نفاث
- كفاءة حرارية
- كفاءة كهربائية